# Sakura, Saku
Sakura, Saku (サクラ、サク。) est un shōjo manga de Io Sakisaka prépublié dans le magazine  Bessatsu Margaret de Shūeisha entre février 2021 et octobre 2023 et publié en un total de 8 volumes tankōbon. La version française est éditée par Kana.

## Publication
Écrit et illustré par Io Sakisaka, Sakura, Saku commence sa sérialisation dans le magazine Bessatsu Margaret de Shūeisha le 13 février 2021. La série entre dans son apogée le 13 septembre 2023 et se termine le mois suivant. Ses chapitres sont compilés en un total de neuf volumes tankōbon sortis entre le 5 mai 2021 et le 24 décembre 2023.
La version française est publiée par Kana avec un premier tome sorti le 31 mars 2023. La version anglaise est publiée par VIZ Media en Amérique du Nord avec un premier tome sorti le 14 novembre 2023.

### Liste des volumes
| no | Japonais          | Japonais          | Français         | Français      |
| no | Date de sortie    | ISBN              | Date de sortie   | ISBN          |
| -- | ----------------- | ----------------- | ---------------- | ------------- |
| 1  | 5 mai 2021        | 978-4-08-844488-8 | 31 mars 2023     | 9782505116639 |
| 2  | 24 septembre 2021 | 978-4-08-844531-1 | 5 mai 2023       | 9782505119456 |
| 3  | 25 janvier 2022   | 978-4-08-844577-9 | 25 août 2023     | 9782505121305 |
| 4  | 25 mai 2022       | 978-4-08-844610-3 | 17 novembre 2023 | 9782505121312 |
| 5  | 25 août 2022      | 978-4-08-844692-9 | 2 février 2024   | 9782505125006 |
| 6  | 23 décembre 2022  | 978-4-08-844705-6 |                  |               |
| 7  | 25 avril 2023     | 978-4-08-844740-7 |                  |               |
| 8  | 24 août 2023      | 978-4-08-844795-7 |                  |               |
| 9  | 24 décembre 2023  | 978-4-08-844850-3 |                  |               |